# Marat Gafurov
Marat Gafurov (Buinaksk, República Autónama Socialista Soviética de Dagestán, República Socialista Federativa Soviética de Rusia, Unión Soviética; 21 de noviembre de 1984) es un artista marcial mixto ruso que actualmente compite en la categoría de peso ligero de ONE Championship. Siendo competidor profesional desde 2010, Gafurov es el ex-Campeón de Peso Pluma de M-1 Global y el ex-Campeón de Peso Pluma de ONE.

## Carrera de artes marciales mixtas

### Carrera temprana
Gafurov hizo debut profesional en Krasnodar Challenger Cup - Mix Fight 3 el 4 de junio de 2010 contra Shamil Gadzhiev. Ganó la pelea por sumisión el primer asalto.

### M-1 Global
Gafurov enfrentó a Vugar Bakhshiev por el Campeonato Inaugural de Peso Pluma de M-1 Global Featherweight Championship en M-1 Challenge 35 el 15 de noviembre de 2012 en San Petersburgo, Rusia. Ganó la pelea por sumisión el primer asalto.

### ONE Championship
Gafurov hizo su debut en ONE contra Rob Lisita en ONE FC: Roar of the Tigers el 17 de octubre de 2014. Ganó la pelea por sumisión en el primer asalto.
Gafurov enfrentó a Ev Ting en ONE: Warrior's Quest el 22 de mayo de 2015. Ganó la pelea por sumisión el primer asalto.

#### Campeonato Mundial de Peso Pluma de ONE
Gafurov recibió una oportunidad titular cuando enfrentó a Martin Nguyen por el Campeonato Mundial Interino de Peso Pluma de ONE en ONE: Odyssey of Champions el 27 de septiembre de 2015. Gafurov establecería el récord de la sumisión más rápida en la historia de ONE Championship con tan sólo 41 segundos y ganaría el título interino.
Gafurov enfrentó a Jadamba Narantungalag en una pelea de unificación titular en ONE: Dynasty of Champions (Beijing II) el 21 de noviembre de 2015. Gafurov ganó la pelea por sumisión en el cuarto asalto para convertirse en el Campeón Mundial Indiscutido de Peso Pluma de ONE.

#### Regreso a Peso Ligero
En su regreso a la división de peso ligero, Gafurov enfrentó a prospecto invicto Iuri Lapicus en ONE Championship: Warrior's Code el 7 de febrero de 2020. Perdió la pelea por sumisión.
Gafurov enfrentó al invicto Lowen Tynanes en ONE Championship: Collision Course el 18 de diciembre de 2020. Ganó la pelea por decisión unánime.
Gafurov enfrentó al debutante Ok Rae Yoon en ONE on TNT 3 el 21 de abril de 2021. Perdió la pelea por decisión unánime.
Gafurov enfrentó a Ariel Sexton en ONE 159 el 22 de julio de 2022. Gafurov ganó la pelea por TKO en el tercer asalto.
Gafurov enfrentó al medallista de bronce del ADCC 2022 Tye Ruotolo en ONE on Prime Video 5, el 2 de diciembre de 2022. Perdió la pelea por sumisión.

## Campeonatos y logros
- ONE Championship
  - Campeonato Mundial de Peso Pluma de ONE (Una vez)
    - Dos defensas exitosas
- M-1 Global
  - Campeonato de Peso Pluma de M-1 Global (Una vez)
    - Dos defensas exitosas

## Récord en artes marciales mixtas
| Récord profesional | Récord profesional | Récord profesional |
| 23 peleas          | 19 victorias       | 4 derrotas         |
| ------------------ | ------------------ | ------------------ |
| Nocaut             | 3                  | 2                  |
| Sumisión           | 11                 | 1                  |
| Decisión           | 5                  | 1                  |

| Resultado | Récord | Oponente                  | Método                                | Evento                                 | Fecha                    | Ronda | Tiempo | Localización    | Notas                                                                             |
| --------- | ------ | ------------------------- | ------------------------------------- | -------------------------------------- | ------------------------ | ----- | ------ | --------------- | --------------------------------------------------------------------------------- |
| Victoria  | 19–4   | Ariel Sexton              | TKO (golpes)                          | ONE 159                                | 22 de julio de 2022      | 3     | 4:15   | Kallang         |                                                                                   |
| Derrota   | 18-4   | Ok Rae Yoon               | Decisión (unánime)                    | ONE on TNT 3                           | 21 de abril de 2021      | 3     | 5:00   | Kallang         |                                                                                   |
| Victoria  | 18–3   | Lowen Tynanes             | Decisión (dividida)                   | ONE Championship: Collision Course     | 18 de diciembre de 2020  | 3     | 5:00   | Kallang         |                                                                                   |
| Derrota   | 17–3   | Iuri Lapicus              | Sumisión (rear-naked choke)           | ONE Championship: Warrior's Code       | 7 de febrero de 2020     | 1     | 1:07   | Yakarta         | Regreso a peso ligero.                                                            |
| Victoria  | 17–2   | Tetsuya Yamada            | Decisión (unánime)                    | ONE Championship: For Honor            | 3 de mayo de 2019        | 3     | 5:00   | Yakarta         |                                                                                   |
| Derrota   | 16–2   | Koyomi Matsumisha         | TKO (rodillazos y golpes)             | ONE Championship: Conquest of Heroes   | 22 de septiembre de 2018 | 1     | 2:41   | Yakarta         |                                                                                   |
| Victoria  | 16–1   | Emilio Urrutia            | Sumisión técnica (arm-triangle choke) | ONE Championship: Heroes of Honor      | 20 de abril de 2018      | 1     | 2:34   | Pásay           | Regreso a 155 libras.                                                             |
| Derrota   | 15–1   | Martin Nguyen             | KO (puñetazo)                         | ONE Championship: Quest for Greatness  | 18 de agosto de 2017     | 2     | 1:27   | Kuala Lumpur    | Perdió el Campeonato de Peso Pluma de ONE.                                        |
| Victoria  | 15–0   | Jadamba Narantungalag     | Sumisión técnica (rear-naked choke)   | ONE Championship: Defending Honor      | 11 de noviembre de 2016  | 1     | 4:51   | Kallang         | Defendió el Campeonato de Peso Pluma de ONE.                                      |
| Victoria  | 14–0   | Kazunori Yokota           | Sumisión (rear-naked choke)           | ONE Championship: Kingdom of Champions | 27 de mayo de 2016       | 2     | 4:25   | Bangkok         | Defendió el Campeonato de Peso Pluma de ONE.                                      |
| Victoria  | 13–0   | Jadamba Narantungalag     | Sumisión técnica (rear-naked choke)   | ONE Championship: Heroes of Honor      | 21 de noviembre de 2015  | 4     | 4:39   | Beijing         | Ganó el Campeonato de Peso Pluma de ONE.                                          |
| Victoria  | 12–0   | Martin Nguyen             | Sumisión (rear-naked choke)           | ONE Championship: Odyssey of Champions | 27 de septiembre de 2015 | 1     | 0:41   | Yakarta         | Ganó el Campeonato Interino de Peso Pluma de ONE.                                 |
| Victoria  | 11–0   | Ev Ting                   | TKO (golpes)                          | ONE Championship: Warrior's Quest      | 22 de mayo de 2015       | 1     | 4:30   | Kallang         |                                                                                   |
| Victoria  | 10–0   | Rob Lisita                | Sumisión (rear-naked choke)           | ONE FC: Roar of the Tigers             | 17 de octubre de 2014    | 1     | 1:08   | Kuala Lumpur    |                                                                                   |
| Victoria  | 9–0    | Lee Morrison              | Decisión (unánime)                    | M-1 Challenge 47                       | 4 de abril de 2014       | 5     | 5:00   | Findon          | Defendió el Campeonato de Peso Pluma de M-1 Global. Luego dejó vacante el título. |
| Victoria  | 8–0    | Yuri Ivlev                | TKO (golpes)                          | M-1 Challenge 41                       | 21 de agosto de 2013     | 2     | 3:56   | San Petersburgo | Defendió el Campeonato de Peso Pluma de M-1 Global.                               |
| Victoria  | 7–0    | Vugar Bakhshiev           | Sumisión (rear-naked choke)           | M-1 Challenge 35                       | 15 de noviembre de 2012  | 1     | 4:18   | San Petersburgo | Regreso a peso pluma. Ganó el Campeonato Inaugural de Peso Pluma de M-1 Global.   |
| Victoria  | 6–0    | Joakhim Apie              | Sumisión (triangle choke)             | Pride of Caucasus 2012                 | 23 de septiembre de 2012 | 1     | 2:22   | Jasaviurt       |                                                                                   |
| Victoria  | 5–0    | Mairbek Taisumov          | Decisión (dividida)                   | M-1: Battle of the Legends 2           | 21 de junio de 2012      | 3     | 5:00   | San Petersburgo |                                                                                   |
| Victoria  | 4–0    | David Kozma               | Sumisión (rear-naked choke)           | M-1 Challenge 31                       | 16 de marzo de 2012      | 2     | 2:10   | San Petersburgo |                                                                                   |
| Victoria  | 3–0    | Sheikh-Magomed Arapkhanov | Decisión (unánime)                    | M-1 Challenge 29                       | 19 de noviembre de 2011  | 3     | 5:00   | Ufá             |                                                                                   |
| Victoria  | 2–0    | Yuri Vlasenko             | Sumisión (rear-naked choke)           | M-1: Ukranian Selection 2010 (stage 6) | 6 de noviembre de 2010   | 1     | 1:18   | Kiev            | Debut en peso ligero.                                                             |
| Victoria  | 1–0    | Shamil Gadzhiev           | Sumisión (armbar)                     | Krasnodar Challenge 3                  | 4 de junio de 2010       | 1     | 3:10   | Krasnodar       | Debut en peso pluma.                                                              |

## Récord en grappling de sumisión
| Récord profesional | Récord profesional | Récord profesional |
| 2 peleas           | 0 victorias        | 2 derrotas         |
| ------------------ | ------------------ | ------------------ |
| Sumisión           | 0                  | 2                  |

| Resultado | Oponente    | Método                      | Evento                | División    | Fecha                  | Localización |
| --------- | ----------- | --------------------------- | --------------------- | ----------- | ---------------------- | ------------ |
| Derrota   | Tye Ruotolo | Sumisión (wrist lock)       | ONE on Prime Video 5  | 180 lbs     | 2 de diciembre de 2022 | Pásay        |
| Derrota   | Shinya Aoki | Sumisión (rear-naked choke) | ONE: Kings of Courage | Peso Ligero | 20 de enero de 2020    | Yakarta      |